# Piątek, trzynastego VIII: Jason zdobywa Manhattan
Piątek, trzynastego VIII: Jason zdobywa Manhattan (ang. Friday the 13th Part VIII: Jason Takes Manhattan) – amerykański filmowy horror (slasher) z 1989 roku.
Zgodnie z tytułem filmu, główny negatywny bohater – Jason Voorhees, dostaje się na Manhattan, by tam zaspokajać swoje zbrodnicze intencje. Jest to ostatnia część serii Piątek, trzynastego wyprodukowana przez Paramount Pictures. Zyski z filmu były tak słabe, że wytwórnia zdecydowała się odsprzedać cykl firmie New Line Cinema.

## Fabuła
Wyładowania elektryczne pobudzają do życia tkwiącego na dnie jeziora Crystal Lake mordercę Jasona Voorheesa. Przez Crystal Lake przepływają akurat nastoletni kochankowie – Suzi (Tiffany Paulsen) i Jim (Todd Shaffer), którzy powoli zmierzają do pobliskiego portu. Na ich łódź wdziera się Jason, który najpierw morduje Jima, a następnie bezcelowo usiłującą ukryć się Suzi.
Następnego dnia absolwenci Lakeview High School, nie czekając na spóźniających się Suzi i Jima, wraz z opiekunami wyruszają ekskluzywnym liniowcem Lazarus do Nowego Jorku. Wśród pasażerów jest prześladowana niegdyś przez Jasona Rennie Wickham (Jensen Daggett) oraz syn kapitana (Warren Munson), Sean Robertson (Scott Reeves). Niedługo po wypłynięciu z portu, pasażerowie dostrzegają na środku jeziora błąkającą się opustoszałą łódź Jima. Ignorując odkrycie, młodzież pada wkrótce ofiarą znacznie bardziej nietypowych wydarzeń. Na statku pojawia się bowiem Jason, który – jednego po drugim – zaczyna prześladować i mordować licealnych absolwentów. Niedoszła przyszła gwiazda rocka J.J. (Saffron Henderson) zostaje zabita własną gitarą, ginąc jako pierwsza. Jason morduje rozpalonym kamieniem chłopaka o odpowiednim swoim zainteresowaniom pseudonimie Boxer (David Jacox), który po treningu wybiera się do sauny. Najokrutniejsza z dziewcząt, Tamara (Sharlene Martin), zostaje zadźgana odłamem szkła z rozbitego lustra. Gdy zbiera się burza, Jason wykorzystuje sytuację i poza świadectwem kogokolwiek morduje pierwszego oficera (Fred Henderson) i kapitana statku. Gdy Rennie i Sean odnajdują ich ciała, usiłują wezwać pomoc, jednak radio zostaje odłączone od przewodów, które to wyrywa Jason. Najlepsza przyjaciółka Tamary Eva (Kelly Hu) odnajduje jej zwłoki w toalecie jej kabiny, a następnie spotyka na swojej drodze Jasona, który zaczyna ją gonić. Eva wbiega do liniowcowej dyskoteki, by uciec tylnymi drzwiami, które okazują się jednak zamknięte. Jason dopada dziewczynę i dusi ją. Jeden z nastolatków, Wayne (Martin Cummins), zostaje zabity przez Jasona w pokładowej piwnicy. Jason rzuca go na panel elektryczny i wszczyna pożar. Gdy Sean próbuje przywrócić statkowi odpowiedni kurs, by jak najprędzej dopłynąć do brzegu, uczestnik podróży Miles (Gordon Currie) zostaje przez Jasona nabity na słup pokładowy. Tymczasem pożar dosięga substancji łatwopalnych, znajdujących się na pokładzie, i w efekcie doprowadza do eksplozji, w której ginie większość z ocalałych absolwentów i członków statku, z wyjątkiem szczęśliwej piątki – Rennie, Seana, Juliusa (Vincent Craig Dupree), nauczycielki Colleen Van Deusen (Barbara Bingham) i Charlesa McCullougha (Peter Mark Richman), wujka Rennie – która łodzią ratunkową dostaje się na Manhattan. Na lądzie, na którym znajduje się również Jason, bohaterowie nie znajdują ratunku. Julius zostaje zdekapitowany, uderzeniem Jasona w twarz, Charles zostaje utopiony przez psychopatę w zbiorniku toksyn, a Colleen ginie w eksplozji samochodu. Rennie i Sean rozpoczynają ucieczkę przed Jasonem, która kontynuowana jest ulicami Nowego Jorku.
Para trafia do kanalizacji, gdzie również zostaje napadnięta przez Voorheesa. Dziewczyna znajduje puszkę z kwasem, której zawartość wylewa na twarz Jasona. Twarz mordercy zaczyna się topić, a on przeraźliwie krzyczy. Rennie przestraszona wyglądem Jasona ucieka. Razem z Seanem próbują otworzyć studzienkę, jednak ledwo żywy Jason chwyta i szarpie dziewczyną. Chwilę potem morderca zostaje zalany przez ścieki chemiczne. Rennie i Sean, jako jedyni ocaleni, wychodzą na powierzchnię nocnego Manhattanu.

## Obsada

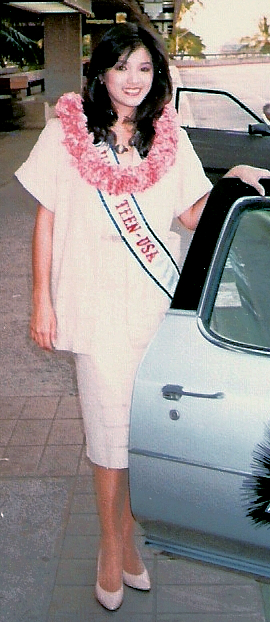
Kelly Hu jako Miss Hawaii Teen USA 1985. Następnie ówczesna modelka zdobyła tytuły Miss Teen USA 1985 i Miss Hawaii USA 1993, a także została sukcesywną aktorką. Udział w Piątku, trzynastego VIII był jednym z jej wczesnych doświadczeń filmowych.

| Rola                 | Aktor                |
| -------------------- | -------------------- |
| Sean Robertson       | Scott Reeves         |
| Rennie Wickham       | Jensen Daggett       |
| Eva Watanabe         | Kelly Hu             |
| Tamara Mason         | Sharlene Martin      |
| Miles Wolfe          | Gordon Currie        |
| Julius Gaw           | Vincent Craig Dupree |
| Wayne Webber         | Martin Cummins       |
| J.J. Jarrett         | Saffron Henderson    |
| Jason Voorhees       | Kane Hodder          |
| Młody Jason Voorhees | Tim Mirkovich        |
| Colleen Van Deusen   | Barbara Bingham      |
| Admirał Robertson    | Warren Munson        |
| Charles McCullough   | Peter Mark Richman   |
| Jim Carlson          | Fred Henderson       |
| Boxer                | David Jacox          |
| Suzi Donaldson       | Tiffany Paulsen      |
| Jim Miller           | Todd Shaffer         |

## Morderstwa popełnione w filmie
Morderstwa popełnione przez Jasona Voorheesa:
- 1. Jim Miller – zamordowany włócznią
- 2. Suzi – zamordowana włócznią
- 3. J.J. – uderzenie w głowę elektryczną gitarą
- 4. Boxer – uderzenie rozżarzonego kamienia skalnego z sauny w klatkę piersiową
- 5. Tamara – zadźgana odłamem lustra
- 6. Jim Carlson – trafiony harpunem w plecy
- 7. Admirał Robertson – gardło poderżnięte maczetą
- 8. Eva – uduszona
- 9. Wayne – śmiertelnie porażony prądem
- 10. Miles – nabity na słup pokładowy
- 11. Kadet pokładowy – uderzenie siekiery w plecy
- 12. Członek gangu #1 – przebity strzykawką przez szyję
- 13. Członek gangu #2 – głowa roztrzaskana o rurę z ciepłem
- 14. Julius – zdekapitowany poprzez silne uderzenie w twarz
- 15. Policjantka – zdekapitowana
- 16. Policjant – zwabiony do odludnej alejki, zabity poza ekranem
- 17. Charles McCullough – utopiony z beczce toksyn
- 18. Sanitariusz – roztrzaskana czaszka

Morderstwa popełnione przez Wayne’a:
- 1. Członek załogi – przypadkowo zastrzelony

Morderstwa popełnione przez przypadek:
- 1. Colleen van Deusen – zginęła w eksplozji samochodu
- 2. Ok. 20-30 absolwentów, którzy utonęli w zatopionym statku (obserwuj początkowe sceny, w których zobaczyć można pasażerów statku Lazarus, nie ujętych w czołówce filmu)

## Opinie
Według Alberta Nowickiego (His Name is Death), film „zasługuje zarówno na uwagę fanów Jasona, jak i ciekawskich kinomanów”.

## Box Office
| Świat | US$ 14,343,976 |